# ハロベビ
ハロベビ!（Hello Baby!）とは、画像処理アプリケーションである。

## 概要
- 機能は特定の条件により撮影された2枚の画像データそれぞれの顔部分を解析した上で、2枚の画像から子供の顔を予測する事に特化している。
- 画像合成などの画像処理技術と異なり、予測値が表示される為に処理ごとに異なる画像が生成される事が最大の特徴である。
- 本機能は基幹部分を含め全ての技術が有限会社キャストによる自社開発であり、2011年10月にiPhone向けアプリとして製品化された。